# Bilidiidae
Famille
Les Bilidiidae sont une famille de Ciliés de la classe des Oligotrichea et de l’ordre des Oligotrichida.
Cette famille a sans doute été créée par erreur ; en effet, seule la base GBIF y fait référence mais sans y inclure un genre type ad hoc.

## Étymologie
Le nom de la famille vient de l'hypothétique genre type Bilidium, qui n'a jamais été créé. Par contre un taxon dont l'orthographe et la taxonomie sont voisines, Strobilidium, se trouve être genre type de la famille des Strobilididae.

## Liste des genres
Selon GBIF (27 septembre 2022) :
- Bursaria (en) O. F. Müller, 1773

## Systématique
Seule la base GBIF fait référence au taxon des Bilidiidae.
The Taxonomicon (27 septembre 2022) classe le genre Bursaria dans la classe des Colpodea Small & Lynn 1981, l'ordre des Bursariomorphida Fernández-Galiano, 1978 et la famille des Bursariidae Bory de St. Vincent, 1826.